# Parvesh Cheena
Parvesh Singh Cheena (Elk Grove Village, 22 juli 1979) is een Amerikaans acteur, stemacteur en filmproducent.

## Biografie
Cheena werd geboren in Elk Grove Village en groeide op in Naperville. Hij doorliep de high school aan de Waubonsie Valley High School in Aurora (Illinois). Hierna studeerde hij af in musicaltheaterwetenschap aan de Chicago College of Performing Arts in Chicago.
Cheena begon in 2002 met de film Barbershop, waarna hij nog meer dan 170 rollen speelde in films en televisieseries.
Cheena is openlijk homoseksueel en woont in Los Angeles.

## Filmografie

### Films
Uitgezonderd korte films.
- 2023 Unicorn Boy - als Tarliul / Sunriel / Parsadio
- 2023 Sometimes I Think About Dying - als Garrett
- 2022 Bob's Burgers: The Movie - als potentiële klant (stem)
- 2022 Bromates - als Raj
- 2021 Cold - als Raj Desai
- 2021 Music - als elektronicawinkelmanager
- 2020 Definition Please - als oom van Jimit
- 2020 The High Note - als stomerij medewerker
- 2019 Lady and the Tramp - als mr. Richland
- 2018 Lake of Fire - als coach Dixon
- 2018 Taco Shop - als mr. Singh
- 2017 A Little Something for Your Birthday - als Ken
- 2017 Unit Zero - als Raj
- 2017 Literally, Right Before Aaron - als Rohan
- 2017 Secs & Execs - als Bob
- 2017 Disgraced - als Doug
- 2016 Prosperity Lane - als New Delhi Dinesh
- 2016 Tie the Knot - als Manju
- 2016 Time Toys - als Franklin
- 2016 The Tiger Hunter - als Abdullah
- 2016 Dream Team - als Javi
- 2016 Good Grief - als Sherman
- 2016 The Manny - als TMZ gids
- 2015 Stunted - als Vishal
- 2015 Hollywood Adventures - als casting assistent
- 2015 Man-Up! – als Parvesh
- 2015 Everything Before Us - als Eric
- 2015 Bloodsucking Bastards - als Jack de stageloper
- 2014 Do It Yourself - als Rajiv
- 2014 A Better You - als buurman
- 2014 Sex Ed - als Hank
- 2014 Hot Fail - als date
- 2014 Executive Protection - als Glenn
- 2014 Just Before I Go – als Abhay
- 2012 Karaoke Man – als Sam
- 2012 Congratulations – als Greg Bransil
- 2012 Lost Angeles – als Kyle
- 2011 The Tommy O Show Starring America – als fruitverkoper / Babska
- 2010 Krews – als kassier slijterij
- 2009 House Broken – als Zerban
- 2009 Karma Calling – als Peter Patnick
- 2008 The Other End of the Line – als taxichauffeur New York
- 2008 Fly Like Mercury – als Navin
- 2008 The Ode – als Salman
- 2007 Universal Remote – als Sammy / Baliff
- 2007 Because I Said So – als buitenlandse jongen
- 2006 Beyond – als nerveuze kantoormedewerker
- 2004 Barbershop 2: Back in Business – als Samir
- 2002 Barbershop – als Samir

### Televisieseries
Alleen televisieseries met minimaal 5 afleveringen.
- 2023 The Case of the Greater Gatsby - als Whitley Trufflehaus / Jasper Fox - 5 afl.
- 2018-2023 Craig of the Creek - als Raj (stem) - 13 afl.
- 2020-2022 Mira, Royal Detective - als Manish / poppenspeler / Rishi (stemmen) - 13 afl.
- 2019-2022 T.O.T.S. - als Bodhi the Big Stork (stem) - 52 afl.
- 2021-2022 Melon's House Party - als Couch - 16 afl.
- 2021 Centaurwereld - als diverse stemmen - 17 afl.
- 2020 Connecting... - als Pradeep - 8 afl.
- 2019-2020 The Rocketeer - als Deany / Hiker / Tesh Cheena (stemmen) - 7 afl.
- 2016-2019 Crazy Ex-Girlfriend - als Sunil Odhav - 8 afl.
- 2011-2016 Transformers: Rescue Rots – als diverse stemmen – 104 afl.
- 2014-2015 A to Z – als Dinesh - 13 afl.
- 2013-2014 Sean Saves the World – als Jerry – 7 afl.
- 2012 Squad 85 – als Rickman – 6 afl.
- 2012 The Book Club – als Parvesh – 6 afl.
- 2012 Friend Me – als Mike – 8 afl.
- 2010-2011 Outsourced – als Gupta – 22 afl.
- 2006-2007 Help Me Help You – als Parvesh – 5 afl.

### Filmproducent
- 2016 Gerls - film
- 2015 The First Session - korte film
- 2015 Prisoner 42 - korte film
- 2014 The Startup – film
- 2012 Squad 85 – televisieserie – 6 afl.
- 2012 ...Or Die – korte film

- Library of Congress Control Number: no2018017788
- MusicBrainz: cf477230-a808-4267-b941-fdfe9f51b237
- Virtual International Authority File: 6532151965424700470001
- WorldCat: E39PBJfWXD4xv3CcMwrFHT9FKd